# Часовое стекло
Часово́е стекло́ — смотрово́е окно в часах, прозрачная защита циферблата и стрелок часов от механических повреждений, а также часового механизма — от неблагоприятного воздействия окружающей среды.
В химических, биологических, медицинских и других лабораториях используются выпукло-вогнутые стёкла, сходные с используемыми в карманных часах и по установившейся традиции называемые часовыми.

## Защитные стёкла часов
Часовые стёкла изначально изготавливали из горного хрусталя, затем широкое распространение получили минеральные силикатные стёкла. С освоением промышленностью синтеза пластмасс «стёкла» для часов стали изготавливать из искусственных и синтетических полимеров: целлулоида, полиметилметакрилата, поликарбоната и т. п. Защитные стёкла для часов средней и высокой ценовых категорий, как правило, выполняются из искусственного лейкосапфира, обладающего высокой твёрдостью и, вследствие этого, характеризующегося весьма высокой устойчивость к царапинам.

## Лабораторная посуда
В лабораторных исследованиях часовые стёкла используются как вспомогательная лабораторная посуда для различных операций: взвешивания, выпаривания, микроанализа; в качестве предметного стекла, прозрачной крышки для иной лабораторной посуды. В зависимости от предъявляемых к изделию требований, материалом для изготовления могут служить различные стёкла: обычное силикатное, боросиликатное, кварцевое и т. д. Лабораторные часовые стёкла выпускаются промышленностью в широком диапазоне диаметров: по меньшей мере, от 35 до 220 мм.